# فرانسیسکو هررا لوکوئه
فرانسیسکو خوزه هررا لوکوئه (کاراکاس، ۱۴ دسامبر ۱۹۲۷ – کاراکاس، ۱۵ آوریل، ۱۹۹۱) نویسنده و روانپزشک و دیپلمات اهل ونزوئلا بود.